# Normal'nyj tol'ko ja
Normal'nyj tol'ko ja (Нормальный только я) è un film del 2021 diretto da Anton Bogdanov.

## Trama
Igor' Novožilov, direttore del centro per bambini "Falco rosso", per interessi economici decide di far chiudere la struttura con l'aiuto del sindaco della città. Inaspettatamente però arriva al centro un gruppo di bambini con disabilità. Dopo numerosi tentativi falliti per cacciare i ragazzi, Igor' decide di accogliere dei bambini provenienti da situazioni disagiate e per questo "non desiderati". Le differenze tra i due gruppi di bambini scombussolano gli equilibri della struttura: da un lato vi sono infatti bambini amati dalle loro famiglie ma con disabilità, mentre dall'altro vi sono bambini perfettamente normodotati ma rifiutati dai loro genitori.